# Mirosław Spiżak
Mirosław Spiżak [mirɔswav spiʒak] (* 13. Januar 1979 in Krakau, Polen) ist ein ehemaliger polnischer Fußballspieler.

## Verein
Begonnen hat er bei Kabel Krakau. Bevor er nach Deutschland kam, spielte er bei Wisła Krakau. Von 1997 bis 1999 war er für den KFC Uerdingen 05 in der Zweiten Bundesliga aktiv. Dann wechselte er zu Bayer 04 Leverkusen und spielte dort bis 2000, bevor er zur SpVgg Unterhaching wechselte, für die er bis 2002 aktiv war. Es folgten ein Jahr bei Alemannia Aachen und zwei Jahre beim MSV Duisburg. Ab 2005 war er Spieler der Sportfreunde Siegen. Nach dem Abstieg Siegens in die Regionalliga unterschrieb Spiżak erneut einen Vertrag bei der SpVgg Unterhaching. Nach der Winterpause 2008/09 war Spiżak bei den Würzburger Kickers in der Bayernliga aktiv. Am 1. Juli 2010 beendete er dort seine aktive Fußballkarriere.

## Nationalmannschaft
Er absolvierte außerdem am 6. Oktober 2000 ein EM-Qualifikationsspiel für die U21-Nationalmannschaft von Polen gegen Belarus. Bei der 0:4-Niederlage in Opoczno stand er über die komplette Spielzeit auf dem Feld.